# St-Pierre (Lille)

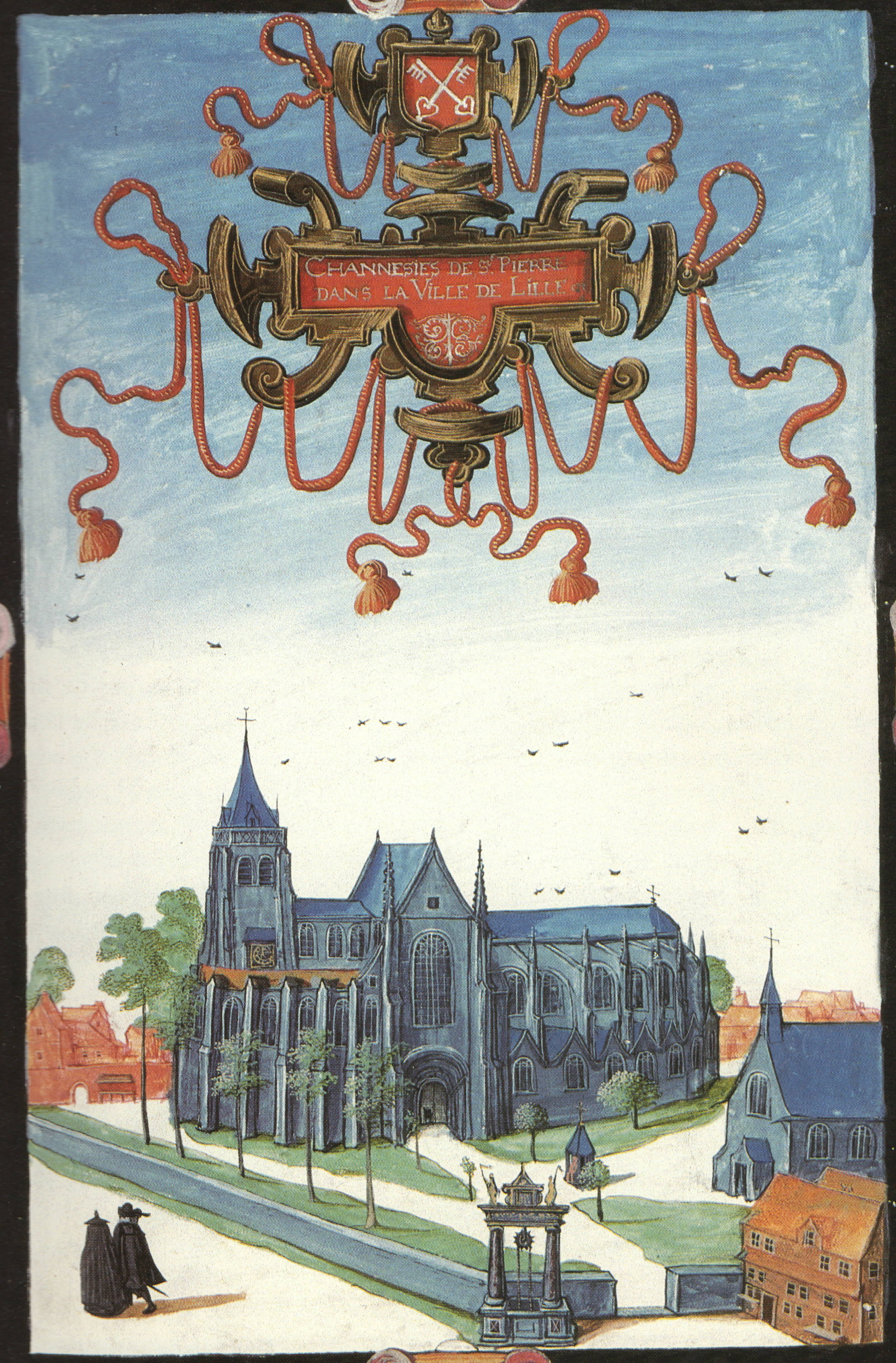
Darstellung von Saint-Pierre aus dem 18. Jahrhundert

Die Stiftskirche Saint-Pierre im Ortsteil Vieux-Lille im Norden der nordfranzösischen Metropole Lille war über 750 Jahre hinweg das religiöse Zentrum der Stadt. Nachdem sie bei der Belagerung von Lille (1792) durch die Österreicher schwer beschädigt worden war, wurde sie ab 1794 abgerissen. Einziges Relikt der Kirche sind die Reste ihrer Krypta, die 1971 zum Monument historique erklärt wurde.

## Geschichte

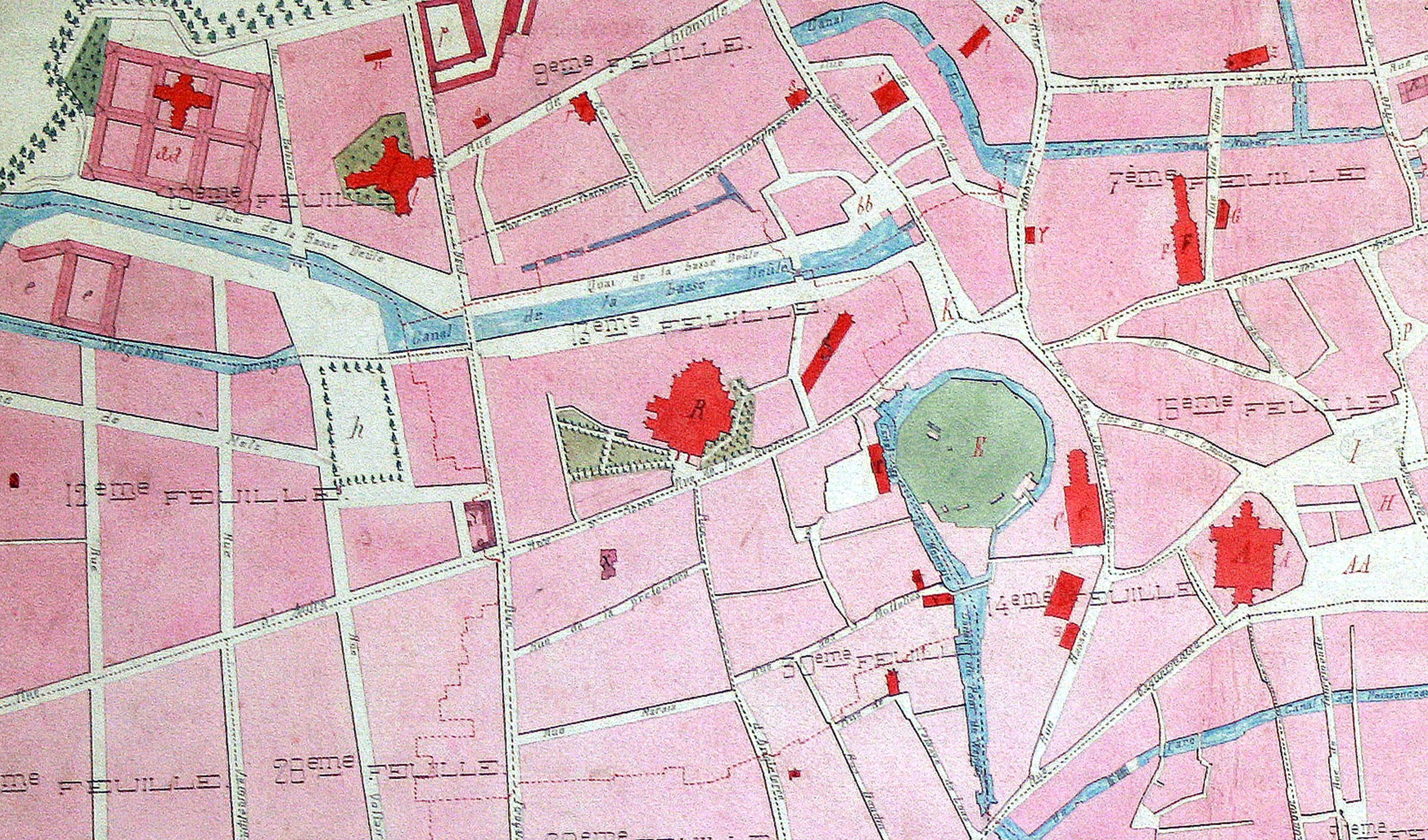
Standort der Stiftskirche Saint-Pierre (R, im Zentrum der Karte aus dem Jahr 1745)

Die erste Erwähnung der Stiftskirche stammt aus einer Schenkungsurkunde aus dem Jahr 1066, mit der Graf Balduin V. von Flandern ihr ein Viertel der alten karolingischen Burg, einen Bauernhof in Flers und zwei Drittel der Kirche von Annappes (beides heute Ortsteile von Villeneuve-d’Ascq) übertrug. Graf Balduin ließ sich nach seinem Tod 1067 im Chor der Kirche bestatten. Mit einer weiteren Schenkung durch Radbod II., Bischof von Tournai und Noyon, im Jahr 1088 begann eine Serie von Erwerbungen, die aus Saint-Pierre einen der größten Grundbesitzer der Region machten.
In der ersten Hälfte des 13. Jahrhunderts erwarb das Stiftskapitel das Gnadenbild Unserer Lieben Frau von Treille (Notre-Dame de la Treille), das im letzten Viertel des 12. Jahrhunderts geschaffen wurde, bestehend aus einem Marmorkopf für Maria sowie einem polychrom-weißen Stein für den Körper Marias und das Kind. Ihr Fest am Sonntag nach Dreifaltigkeit wurde mit Wallfahrt, Prozession und Jahrmarkt begangen. Als Lille nach der Schlacht von Mons-en-Pévèle im Jahr 1304 von den Truppen Philipps IV. von Frankreich geplündert wurde, wurde Saint-Pierre niedergebrannt und die Statue bis auf den Marmorkopf zerstört. Später wurde Saint Pierre ebenso wie die Pfarre Saint-Étienne verkleinert, um die Pfarren Sainte-Marie-Madeleine (1233), Saint-André (vor 1245) und Sainte-Catherine (vor 1283) zu schaffen. In dieser Zeit entstand die Schule des Stifts, die lange Zeit das Ausbildungsmonopol in Lille aufrechterhielt.
1405 wurde Gräfin Margarete III. von Flandern in der Kirche bestattet. Herzog Philipp der Gute von Burgund, auch Graf von Flandern als Enkel und Erbe Margarethes, ließ die Kirche neu bauen und auch die zerstörte Statue wiederherstellen, zumindest bis zu den Knien. Er gründete zudem 1425 einen Kinderchor, mit dem sich das Stift zu einem Zentrum polyphoner Musik hoher Qualität entwickelte. 1462 wurde das neu gegründete Hospice Gantois dem Stift angegliedert, das 1923 bzw. 1967 zum Monument historique erklärt wurde, bis 1995 in Betrieb war und heute als Hermitage Gantois ein Hotel ist.
In der zweiten Hälfte des 15. Jahrhunderts wurde mit Saint-Pierre die Verehrung der Mater Dolorosa verbunden, die in Lille bereits seit dem 13. Jahrhundert nachgewiesen ist, von Herzog Philipp nun aber gefördert wurde. Er ließ eine hölzerne Statue der Notre-Dame-des-Sept-Douleurs anfertigen, die um 1450 bei der Statue der Notre-Dame-de-la-Treille aufgestellt wurde. Die Verehrung der Notre-Dame des Sept Douleurs wurde so groß, dass Papst Klemens IX. (1667–1669) der Kirche von Lille eine besondere Messe zu ihren Ehren gestattete; die Verehrung wurde erst mit der Zerstörung der Kirche im Jahr 1792 unterbrochen und dann 1844 in der Kirche Sainte-Catherine wieder aufgenommen.
Notre-Dame-de-la-Treille hingegen wurde 1634 zur Schutzpatronin der Stadt ernannt, weswegen nach der Eroberung Lilles durch Ludwig XIV. 1667 dieser die fehlenden Beine der Statue zur Festigung seiner Macht in der Stadt erneuern ließ. Bei der Zerstörung und Abtragung von Saint-Pierre barg ein Stiftsgeistlicher die Statue. 1801 kam sie in die Kirche Sainte-Catherine, wo sie zunächst unbeachtet blieb. Mit dem Renouveau catholique wurde auch die Verehrung von Notre-Dame-de-la-Treille wieder aufgenommen; ihr zu Ehren wurde dann ab 1854 die Kathedrale von Lille, die Basilique-cathédrale Notre-Dame-de-la-Treille, gebaut.
Die 1792 bei der Belagerung durch die Österreicher im Ersten Koalitionskrieg schwer beschädigte Kirche wurde 1794 als Nationalgut verkauft und danach abgerissen. An ihrem Standort wurde die heutige Rue Alphonse-Colas sowie ein Palais de Justice errichtet, bei dessen Bau im Jahr 1833 die Überreste der Krypta wiederentdeckt wurden.

## Architektur
Im 13. Jahrhundert wurde der romanische Bau durch einen größeren gotischen ersetzt, der sich an der Kathedrale von Soissons orientierte. 1635 ließen die Kanoniker für die Mater Dolorosa einen sieben Stationen umfassenden Leidensweg bauen, mit dem sie ihrer Verehrung Rechnung trugen.
Von der Anlage sind heute lediglich die Krypta als Monument historique seit 1971 erhalten (Rue des Prisons), in einem Privatgarten zwei Bögen aus der letzten Bauphase des Klosters, sowie ein Keller, der sich unter dem Keller einer Privathauses befindet (beide an der Place du Concert).

## Kunstwerke
Die meisten der erhalten gebliebenen Kunstgegenstände aus der Kirche befinden sich heute in Museen oder anderen Kirchen der Stadt. Ein Teil wurde bereits 1792 in den ehemaligen Couvent des Recollets (Rue des Arts) gebracht. Darunter sind:
- Jésus Christ remettant les clefs à Saint-Pierre von Charles de La Fosse, heute im Palais des Beaux-Arts de Lille; das Gemälde war Teil des Hochaltars
- Sainte Cécile, Altarbild von Arnould de Vuez, ebenfalls im Palais des Beaux-Arts
- Peter-und-Paul-Büste von Quellinus, heute in der Kirche Saint-André in Lille
- Skulptur Sainte Anne et sa fille, la Vierge Marie, heute in der Kirche Saint-Vincent in Marcq-en-Barœul

## Galerie

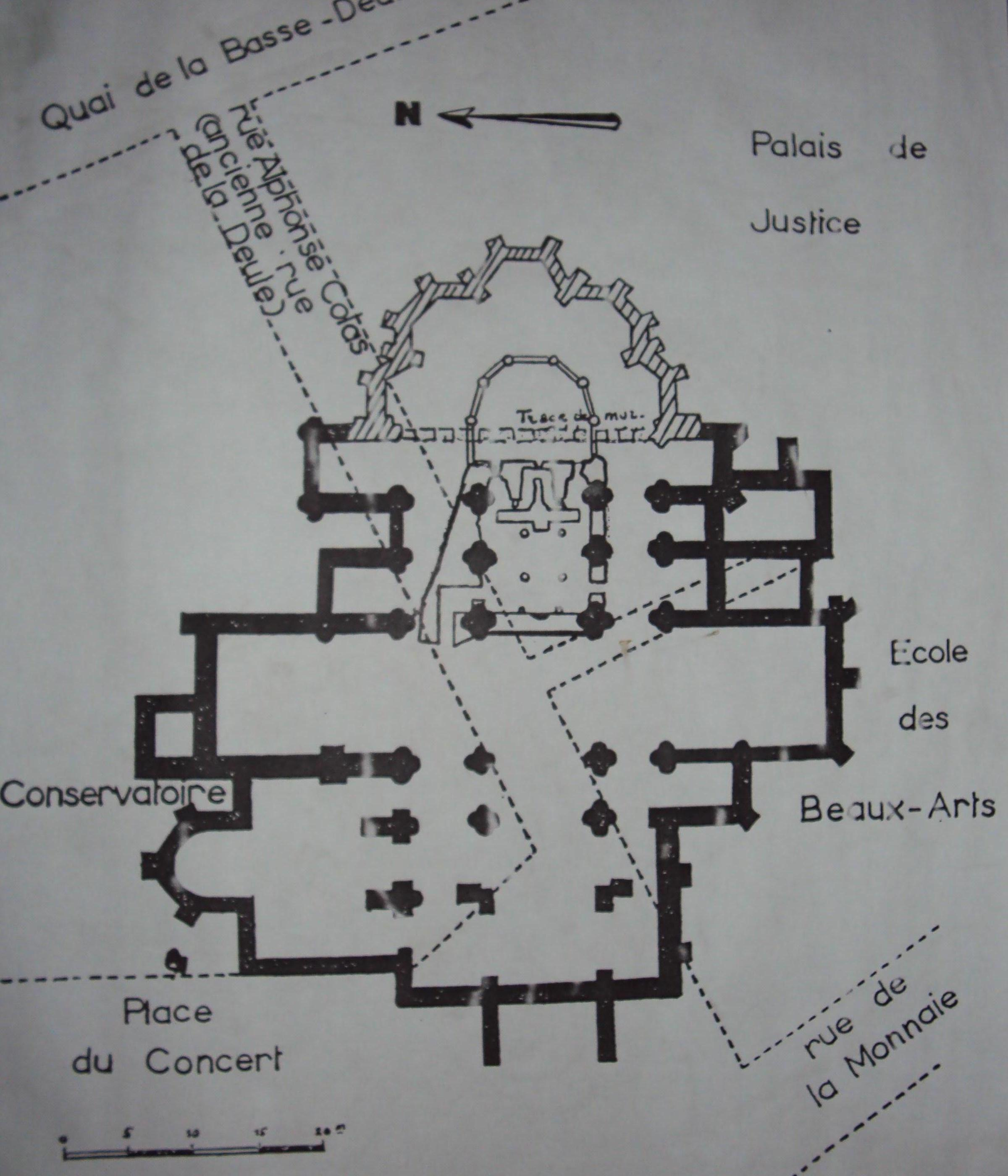
Grundriss der Kirche
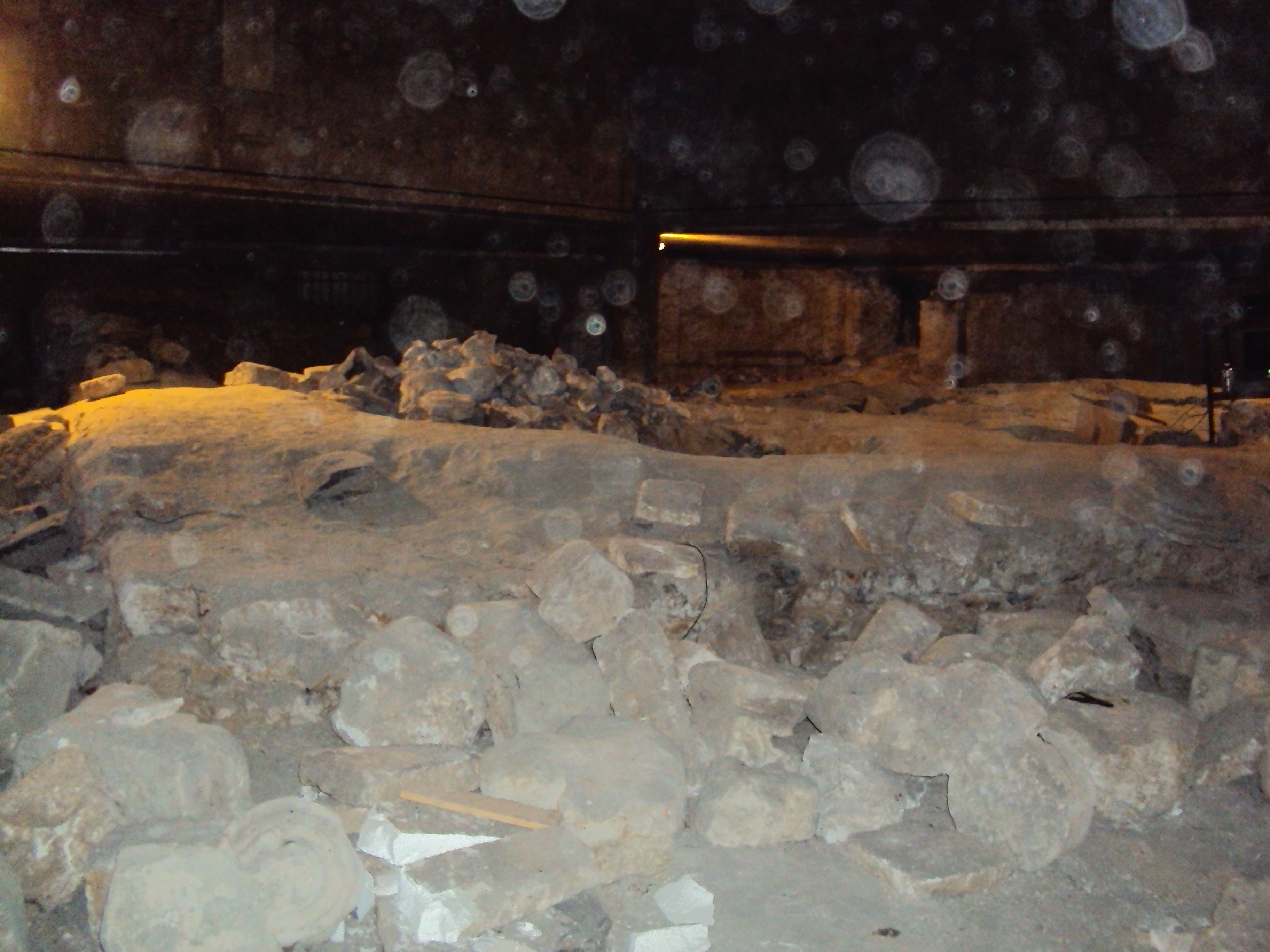
Die Krypta